# Bigum (parochie)
Bigum is een parochie van de Deense Volkskerk in de Deense gemeente Viborg. De parochie maakt deel uit van het bisdom Viborg en telt 100 kerkleden op een bevolking van 106 (2004). 
Tot 1970 was de parochie deel van Nørlyng Herred. In dat jaar werd de parochie opgenomen in de nieuwe gemeente Tjele. In 2007 ging deze op in de vergrote gemeente Viborg.
Aalestrup · Aars · Aggersborg · Almind · Alstrup · Arnborg · Asmild · Asp · Assing · Åsted · Aulum · Balling · Bigum · Binderup · Bjerring Kirkedistrikt · Bjerringbro · Blære · Borbjerg · Bording · Bøvling · Brandstrup Kirkedistrikt · Brøndum · Brorstrup · Daugbjerg · Dølby · Dollerup · Dommerby · Durup · Dybe · Egeris · Ejsing · Ellebæk Kirkedistrikt · Elsborg · Engbjerg · Engesvang · Estvad · Fabjerg · Farsø · Fasterholt Kirkedistrikt · Faurholt Kirkedistrikt · Feldborg Kirkedistrikt · Ferring · Finderup · Fiskbæk · Fjaltring · Fjelsø · Flejsborg · Fly · Flynder · Fonnesbæk · Fousing · Fovlum · Fredens · Frederiks · Fur · Gammelstrup · Gedsted · Gimsing · Gislum · Giver · Gjellerup · Glyngøre · Grathe Kirkedistrikt · Grinderslev · Grønbæk · Grønning · Grove · Gudum · Gullestrup · Gullev · Gundersted · Haderup · Hammershøj · Handbjerg · Harboøre · Harre · Håsum · Haunstrup · Havbro · Haverslev · Hedeager · Heldum · Hem · Herning · Herrup Kirkedistrikt · Hersom · Hindborg · Hinge · Hjerk · Hjerm · Hjerm Østre Kirkedistrikt · Hjermind Kirkedistrikt · Hjorthede · Hodsager · Hogager Kirkedistrikt · Højbjerg · Højslev · Holstebro · Hørup · Houlkær · Hove · Humlum · Hvam · Hvidbjerg · Hvidbjerg · Hygum · Hyllebjerg · Idom · Iglsø Kirkedistrikt · Ikast · Ilderhede · Ilskov · Isenvad · Jebjerg · Jegindø · Junget · Karstoft Kirkedistrikt · Karup · Klejtrup · Kobberup · Kølkær · Kollund · Kongens Tisted · Kornum · Krejbjerg · Kristianshede Kirkedistrikt · Kvols · Kvorning · Låstrup · Lee · Lem · Lemvig · Levring · Lihme · Lindum · Løgsted · Løgstør · Lomborg · Louns · Løvel · Lundø · Lyby · Lynderup · Lyngs · Lysgård · Måbjerg · Malle · Mammen · Mejdal · Mejrup · Møborg · Mønsted · Næsborg · Naur · Nautrup · Nees · Nørlem · Nørre Borris · Nørre Felding · Nørre Nissum · Nørre Vinge · Nørrelands · Nøvling · Odby · Oddense · Ølby · Ørnhøj · Ørre · Ørslevkloster · Ørum · Ørum · Østerbølle · Otting · Oudrup · Overlade · Pederstrup · Ramme · Ramsing · Ranum · Råsted · Ravnkilde · Ravnstrup · Resen · Resen · Resen · Rind · Rødding · Rødding · Rom · Romlund · Rønbjerg · Roslev · Roum · Rybjerg · Ryde · Sæby · Sahl · Salling · Sankt Johannes · Selde · Sevel · Simested · Simmelkær · Sinding · Sir · Sjørslev · Skals · Skarrild · Skive · Skive Landsogn · Skivum · Skjern · Smollerup · Snejbjerg · Søndbjerg · Sønder Felding · Sønder Rind · Søndermark · Søndre · Stoholm · Strandby · Struer · Studsgård · Sunds · Svingelbjerg · Tapdrup · Tårup · Testrup · Thise · Thorning · Thorum · Thyborøn · Timring · Tiphede Kirkedistrikt · Tjele · Tjørring · Tøndering · Tørring · Trandum Kirkedistrikt · Trans · Tvis · Ulbjerg · Ullits · Ulstrup · Vammen · Vandborg · Vejby · Vejrum · Vejrum · Venø · Vester Bjerregrav · Vester Hornum · Vester Tostrup · Vesterbølle · Vestervang · Viborg Domsogn · Vildbjerg · Vile · Vilsted · Vind · Vindblæs · Vinderslev · Vinderup Kirkedistrikt · Vinding · Vindum · Vinkel · Viskum · Vium · Vognsild · Volling · Vorde · Vorning · Vridsted · Vroue